# فرودگاه رابیل
فرودگاه رابیل (به انگلیسی: Rabil Airport) یک فرودگاه همگانی با کد یاتا BVC است که یک باند فرود آسفالت دارد و طول باند آن ۲۲۰۰ متر است. این فرودگاه در کشور آفریقای جنوبی قرار دارد و در ارتفاع ۲۱ متری از سطح دریا واقع شده‌است.

## شرکت‌های هواپیمایی و مقصدهای پروازی
| شرکت‌های هواپیمایی        | مقصدهای پروازی                                                                       |
| ------------------------ | ------------------------------------------------------------------------------------ |
| ای‌اس‌ال ایرلاینز فرانسه   | فصلی: شارل دوگل پاریس                                                                |
| بروکسل ایرلاینز          | فصلی: بروکسل (آغاز از ۱ نوامبر ۲۰۱۷)                                                 |
| کابو ورده اکسپرس         | امیلکر کبرل                                                                          |
| لوکزایر                  | فصلی: لوگزامبورگ - فیندل                                                             |
| Neos                     | میلانو مالپنسا، لئوناردو دا وینچی-فیومیچینو، ورونا                                   |
| تی‌ای‌سی‌وی                 | پرائیا، امیلکر کبرل                                                                  |
| تاپ پرتغال               | لیسبون پورتلا                                                                        |
| Thomas Cook Airlines     | بیرمنگام (آغاز از ۲ نوامبر ۲۰۱۷)                                                     |
| Thomson Airways          | بیرمنگام، گاتویک، منچستر                                                             |
| تراول سرویس ایرلاینز     | چارتر: پراگ رازیون                                                                   |
| تراول سرویس              | چارتر: ام.آر. استفانیک                                                               |
| ترنسویا فرانس            | فصلی: اورلی                                                                          |
| TUI fly Belgium          | بروکسل                                                                               |
| تی‌یوآی‌فلای               | بازل-مولوز-فرایبورگ اروپا، کلن بن، دوسلدورف، هانوفر، مونیخ، فرانکفورت، اشتوتگارت     |
| تی‌یوآی ایرلاینز نیدرلندز | اسخیپول آمستردام                                                                     |
| تی‌یوآی‌فلای نوردیک        | چارتر: کپنهاگ، گوتنبرگ-لاندوتر، گرن کناریا، هلسینکی، استکهلم-آرلاندا، گاردرموئن اسلو |